# Động đất Papua New Guinea 2018
Vào ngày 26 tháng 2 năm 2018, lúc 3:44 giờ sáng theo giờ địa phương (25 tháng 2, 17:44 UTC), một trận động đất 7,5 độ đã xảy ra gần biên giới của các tỉnh Hela và Nam Cao Nguyên ở Papua New Guinea. Chấn tâm cách Komo 14 km về phía tây nam. Cường độ cảm giác tối đa là IX (trầm trọng) trên thang đo Mercalli. Có ít nhất 31 người thiệt mạng và 300 người khác bị thương.

## Bối cảnh kiến tạo
Papua New Guinea nằm trong khu vực va chạm giữa mảng Úc và mảng Thái Bình Dương, nơi hội tụ với tốc độ 107 mm mỗi năm tại vị trí của trận động đất. Vành đai và đai gấp đẩy Papua, chịu trách nhiệm cho các vùng núi cao New Guinea, tạo thành ranh giới giữa vùng Nền tảng Cố định ở phía Nam và vành đai di động ở phía bắc. Nền tảng ổn định bao gồm ít lớp vỏ lục địa bị biến dạng của mảng Úc. Vành đai di động bao gồm một loạt các vùng đất vòm cung và các mảnh lục địa trước đây đã được bổ sung vào mảng Úc. Sự hội tụ hiện tại trong suốt lần gấp và đai đẩy được ước tính lên tới 15 mm mỗi năm. Việc đẩy là loại vỏ dày, liên quan đến việc kích hoạt ngược lại nhiều phay mở rộng quá cũ.

## Trận động đất
Cú số chính gây ra ở độ sâu 35 km dưới đồi núi phía đông của Mt. Sisa, và sau đó là một cơn dư chấn 5.5 Mw chưa đầy 30 phút sau đó. [1] Ban quản lý các vùng nguy hiểm ở Port Moresby đã mô tả nó như là "điển hình cho mảng gẫy gập Papua và đai đẩy Papua".

## Hậu quả

### Hư hại
Vào sáng ngày 26 tháng 2, ExxonMobil tuyên bố họ sẽ tạm thời đóng cửa mỏ khí Hides, cách chấn tâm khoảng 16 km (10 dặm) để đánh giá thiệt hại. Các quan chức sau đó xác nhận rằng tất cả các nhân viên đều "an toàn và đầy đủ", trong khi các tòa nhà hành chính, khu nhà ở, và khu nhà lộn xộn đều bị thiệt hại lâu dài. Công ty đang có kế hoạch di tản tất cả nhân viên không quan trọng. Các chuyến bay vào sân bay Komo đã tạm thời đình chỉ cho đến khi đường băng có thể được khảo sát. Các hố sụt và lở đất đã được báo cáo trên khắp các khu vực bị ảnh hưởng, với nguồn cung cấp điện cũng đang bị gián đoạn.
Công ty Dầu Khí thăm dò và khai thác dầu khí lớn nhất của Papua New Guinea cũng tuyên bố sẽ ngừng hoạt động sản xuất ở vùng Nam Cao Nguyên cho đến khi có thể đảm bảo an toàn cho nhân viên. Mỏ vàng Porgera chịu thiệt hại cho cơ sở hạ tầng khí và điện, [2] trong khi lở đất đã chặn đường vào tới mỏ Ok Tedi và các phần bị hư hỏng của đường cao tốc giữa
Tabubil và Kiunga ở tỉnh Tây.
Trận động đất và những cơn dư chấn gây ra hoảng loạn ở Jayapura, thủ đô của tỉnh Papua của Indonesia [4]. Hội đồng Quản lý Thiên tai của quốc gia này sau đó đã xác nhận rằng một số tòa nhà đã bị hư hỏng trong Boven Digoel Regency, bao gồm một nhà thờ Hồi giáo, một vị trí quân sự và một văn phòng của huyện.

### Thương vong
Ít nhất 31 người bị chết, trong khi hơn 300 người khác bị thương. Mười ba thương vong xảy ra tại thị trấn Mendi, trong khi phần còn lại đã xảy ra trong các khu vực của hồ Kutubu và núi Bosavi, gần chấn tâm hơn.

## Phản ứng
Chính phủ Papua New Guinea đã phái các nhóm đánh giá thiên tai đến các vùng thuộc các tỉnh Cao Nguyên và Hela sau trận động đất. Các thành viên của Lực lượng Quốc phòng Papua New Guinea cũng được huy động để hỗ trợ cung cấp vật phẩm cho những người bị ảnh hưởng, cũng như phục hồi các dịch vụ và cơ sở hạ tầng.